# Laure-Auguste de Fitz-James
Laure-Auguste de Fitz-James, prinsessan de Chimay, född 1744 i Paris, död där 1814, var en fransk hovfunktionär. Hon var hovdam hos drottning Marie-Antoinette från 1770 till 1791.

## Biografi
Laure-Auguste de Fitz-James var dotter till Charles de Fitz-James, som härstammade från Jakob II av England genom en illegitim gren, och Louise Victoire Sophie Goyons Matignon. Hon gifte sig 1762 med Philippe Gabriel Maurice d'Alsace Henin-Liétard, 15:e prins av Chimay. Paret fick inga gemensamma barn.
de Fitz-James mor hade varit hovdam (dame du palais) hos drottning Marie Leszczyńska, och hon blev själv hovdam år 1762. Vid drottningens död 1768 förlorade hon de facto sin ställning, men behöll formellt sin tjänst och kunde återinträda i denna som dame pour accompagner la dauphine hos kronprinsessan, Marie-Antoinette, vid dennas ankomst till Frankrike 1770.
Marie-Antoinette blev år 1774 drottning och kunde organisera sitt eget hov, och hon blev dame du palais. 29 juni 1775 blev hon dame d'atours efter Adélaïde-Diane-Hortense Mazarini-Mancini de Cossé. Den 23 september samma år ersatte drottningen grevinnan de Noailles, som hon alltid hade avskytt, med de Chimay som dame d'honneur, och efterträddes själv som dame d'atours av Marie-Jeanne de Mailly. Tjänsten som dame d'honneur motsvarade då överhovmästarinnans vid det franska hovet, eftersom tjänsten  som Surintendante var vakant, men när prinsessan de Lamballe strax därpå utnämndes till Surintendante blev de Chimay nummer två i rang bland hovdamerna.
År 1782, när det blev dags att ersätta Victoire de Rohan som kunglig guvernant, var de Chimay tillsammans med hertiginnan de Duras de två hovdamer som allmänt ansågs vara de lämpligaste kandidaterna för tjänsten, men Marie-Antoinette valde bort de Chimay för hennes alltför rigida religiositet och de Duras på grund av att drottningen ska ha känt en viss bildningsmässig underlägsenhet inför hennes kunskap och kvickhet, och utsåg i stället Madame de Polignac.
de Chimay hade ett välfungerande samarbete med Marie-Antoinette, med vilken hon delade sin smak för musik och opera, och som person beskrivs hon som hängiven och pålitlig. Hon var fortfarande i tjänst under kvinnotåget till Versailles 5 oktober 1789, och följde då med kungafamiljen från Versailles till Tuilerierna i Paris. Hon emigrerade år 1791, och efterträddes då av Geneviève d'Ossun. Hon levde därefter i Bryssel, Maastricht och Erfurt. Efter sin återkomst till Frankrike blev hon känd för sin religiositet och välgörenhet.